# Чегери
«Чегери» (дарг. Чехьери) — повесть советского писателя Ахмедхана Абу-Бакара, рассказывающая о молодом агрономе, ведущем в дагестанских аулах поиски забытого сорта кукурузы.

## История
Впервые повесть опубликована в русском авторизированном переводе с даргинского в журнале «Дружба народов», №9 за 1963 год, причём по итогам года редакция присудила автору за его произведение первую премию. Отдельным изданием повесть вышла в 1968 году в сборнике повестей Абу-Бакара в серии «50 лет советского романа» (вместе с повестями «Даргинские девушки» и «Снежные люди»).

## Сюжет
Действие происходит в Дагестане в начале 1960-х гг.
Молодой агроном Самур, окончивший институт в городе, возвращается в родной аул, где  председателем колхоза работает его отец Мирза. Из-за споров по поводу того, как лучше вести хозяйство, Самур ссорится с отцом и уходит из дому. В ауле Шамли он знакомится с женщиной по имени Айшет и её юной дочерью Чегери, а также встречает своего знакомого врача Шамиля, влюблённого в Чегери.
От знаменитого в их краях мудреца и шутника Кичи-Калайчи Самур узнаёт о сорте кукурузы под названием «жавли-билкан» («скороспелка»), который раньше выращивали в горах. Эта кукуруза давала по два урожая в год, однако со временем её семена утратились. Самур загорается идеей разыскать «жавли-билкан». Постепенно он узнаёт, что эту кукурузу одним из последних сеял мельник, внучка которого живёт в каком-то из окрестных сёл. В ауле Амузги, где жил этот мельник, Самуру рассказывают историю этой семьи: оказывается, что двоюродный брат мельника, «бешеный Бадави», хотел жениться на дочери мельника, а потом воспитывал его внучку, но год назад она сбежала от него.
Самур находит в лесной глуши Бадави, который страдает из-за недопонимания со стороны окружающих и скучает по сбежавшей внучке. По рассказам старика Самур понимает, что его внучкой является Чегери. Сохранившиеся у него семена «жавли-билкан» Бадави не хочет давать Самуру и говорит, что отдаст их Чегери. Самур ночью выкрадывает несколько початков, однако они оказываются другого сорта.
Вернувшись в Шамли, Самур узнаёт, что Шамиль собирается жениться на Чегери.  Айшет рада этому, но Чегери не любит Шамиля и пишет ему об этом письмо. Она предлагает Самуру поехать вместе к Бадави, попросить у него настоящие семена «жавли-билкан» и пригласить его жить к ним в село. Самур и Чегери понимают, что любят друг друга, но прежде чем соединить свои жизни, они решают дождаться первого урожая новой кукурузы.

## Экранизации
Одноимённый фильм «Чегери» по сценарию Абу-Бакара был снят Северо-Осетинской студией телефильмов в 1980 году. Его сюжет также посвящён поиску молодым агрономом забытого сорта кукурузы, однако во многом отличается от повести. Так, например, в фильме Самур (Альберт Фидаров) и Чегери (Залина Шавлохова) живут в одном ауле и знакомы ещё со школы; кукуруза-скороспелка называется «чегери», а не «жавли-билкан»; доктор симпатизирует не Чегери, а Зейнаб (Годжиева Лариса)(в авторском оригинале - Салима), за которую хочет выдать Самура его отец; в повести нет сцены возвращения голого Самура, перевязанного на поясе кукурузой, ночью в родной аул, а также сюжета с зёрнышками, спрятанными в ожерелье с изображением жука-скарабея, и т.п.